# Hohenwulsch
Hohenwulsch este o comună din landul Saxonia-Anhalt, Germania.